# Adam Greenberg
Adam Greenberg (hebr. ‏אדם גרינברג‎; ur. 30 listopada 1939 w Krakowie) – izraelski i amerykański operator filmowy pochodzenia żydowskiego.

## Życiorys
Urodził się w żydowskiej rodzinie w Krakowie, jako Adam Grinberg. Dorastał w Tel Awiwie, gdzie w 1958 roku zatrudnił się na stanowisku technika w laboratorium filmowym. Od 1961 roku pracował jako operator armii izraelskiej przy kronikach filmowych (ok. 120) i filmach dokumentalnych, a od 1970 roku przy filmach fabularnych znanych izraelskich reżyserów, takich jak Mosze Mizrachi i Menahem Golan oraz Bo’az Dawidson, którego serial Lody na patyku (1978) odniósł niespodziewany sukces, co sprawiło, że Greenberg stał się znany na arenie międzynarodowej. Rok później pracował przy swojej pierwszej amerykańskiej produkcji Wielka Czerwona Jedynka w reżyserii Samuela Fullera.
W 1980 roku Greenberg wyemigrował do Stanów Zjednoczonych i rozpoczął karierę w Hollywood. W 1986 roku otrzymał obywatelstwo amerykańskie. Jego pierwszym wielkim hollywoodzkim sukcesem była operatorska współpraca z Jamesem Cameronem przy Terminatorze (1984). Potem pracował dla innych znanych reżyserów, takich jak Kathryn Bigelow, Jerry Zucker, Barry Levinson, Ivan Reitman, Rob Reiner, Chuck Russell i Andrew Davis. Jego dorobek obejmuje łącznie ponad 75 filmów. Od kwietnia 1990 roku jest członkiem Amerykańskiego Stowarzyszenia Operatorów Filmowych (ASC).
W 1990 roku był nominowany do nagrody ASC za Uwierz w ducha. Za film Terminator 2: Dzień sądu (1991), jego drugą współpracę z Jamesem Cameronem, otrzymał nominację do Oscara oraz nominacje do nagród ASC i BSC (Brytyjskiego Stowarzyszenia Operatorów Filmowych).
W 2002 roku Greenberg był gościem Międzynarodowego Festiwalu Sztuki Autorów Zdjęć Filmowych Camerimage w Łodzi. Zasiadał wówczas w jury konkursu głównego. W tym samym roku, w ramach pokazów specjalnych, można było także obejrzeć jego zdjęcia do filmu Śnięty Mikołaj 2 Michaela Lembecka.

## Filmografia
Wybrana filmografia, źródło
| Rok  | Tytuł                         | Reżyser                             | Uwagi                                      |
| ---- | ----------------------------- | ----------------------------------- | ------------------------------------------ |
| 1966 | The Flying Matchmaker         | Israel Becker                       |                                            |
| 1972 | Metzitzim                     | Uri Zohar                           |                                            |
| 1975 | Diamonds                      | Menahem Golan                       |                                            |
| 1976 | The Passover Plot             | Michael Campus                      |                                            |
| 1977 | Warhead                       | John O’Connor                       |                                            |
| 1977 | Operacja Piorun               | Menahem Golan                       |                                            |
| 1978 | Uranowi spiskowcy             | Gianfranco Baldanello Menahem Golan | z Antoniem Modicą                          |
| 1978 | Lody na patyku                | Bo’az Dawidson                      |                                            |
| 1979 | Prawdziwi przyjaciele         | Bo’az Dawidson                      |                                            |
| 1980 | Wielka Czerwona Jedynka       | Samuel Fuller                       |                                            |
| 1982 | A Woman Called Golda          | Alan Gibson                         | film telewizyjny                           |
| 1982 | Paradise                      | Stuart Gillard                      |                                            |
| 1982 | Safari 3000                   | Harry Hurwitz                       |                                            |
| 1982 | Ostatnia amerykańska dziewica | Bo’az Dawidson                      |                                            |
| 1982 | Remembrance of Love           | Jack Smight                         |                                            |
| 1983 | Za dziesięć minut północ      | J. Lee Thompson                     |                                            |
| 1984 | Na brooklińskim moście        | Menahem Golan                       |                                            |
| 1984 | Ambasador                     | J. Lee Thompson                     |                                            |
| 1984 | Terminator                    | James Cameron                       |                                            |
| 1985 | Wakacje w kurorcie            | George Bowers                       |                                            |
| 1985 | Raz ugryziona                 | Howard Storm                        |                                            |
| 1986 | Żelazny Orzeł                 | Sidney J. Furie                     |                                            |
| 1986 | The Ladies Club               | Janet Greek                         |                                            |
| 1986 | Krucjata Wisdoma              | Emilio Estevez                      |                                            |
| 1986 | Kanciarze                     | Steve Carver                        |                                            |
| 1987 | La Bamba                      | Luis Valdez                         |                                            |
| 1987 | Blisko ciemności              | Kathryn Bigelow                     |                                            |
| 1987 | Trzech mężczyzn i dziecko     | Leonard Nimoy                       |                                            |
| 1988 | Czarownica                    | Janet Greek                         |                                            |
| 1988 | Obcy przybysze                | Graham Baker                        |                                            |
| 1989 | Turner i Hooch                | Roger Spottiswoode                  |                                            |
| 1989 | Gra o wysoką stawkę           | Will Mackenzie                      |                                            |
| 1990 | Miłość potrafi ranić          | Bud Yorkin                          |                                            |
| 1990 | Uwierz w ducha                | Jerry Zucker                        | nominowany do nagrody ASC                  |
| 1990 | Trzech mężczyzn i mała dama   | Emile Ardolino                      |                                            |
| 1991 | Terminator 2: Dzień sądu      | James Cameron                       | nominowany do Oscara oraz nagród ASC i BSC |
| 1992 | Zakonnica w przebraniu        | Emile Ardolino                      |                                            |
| 1992 | Zabaweczki                    | Barry Levinson                      |                                            |
| 1993 | Dave                          | Ivan Reitman                        |                                            |
| 1994 | Inteligent w armii            | Penny Marshall                      |                                            |
| 1994 | Małolat                       | Rob Reiner                          |                                            |
| 1994 | Junior                        | Ivan Reitman                        |                                            |
| 1995 | Rycerz króla Artura           | Jerry Zucker                        |                                            |
| 1995 | The Surrogate                 | Jan Egleson Raymond Hartung         |                                            |
| 1996 | Egzekutor                     | Chuck Russell                       |                                            |
| 1998 | Kula                          | Barry Levinson                      |                                            |
| 1998 | Godziny szczytu               | Brett Ratner                        |                                            |
| 1999 | Inspektor Gadżet              | David Kellogg                       |                                            |
| 2002 | Na własną rękę                | Andrew Davis                        |                                            |
| 2002 | Śnięty Mikołaj 2              | Michael Lembeck                     |                                            |
| 2006 | Węże w samolocie              | David R. Ellis                      |                                            |